# Västanfjärd

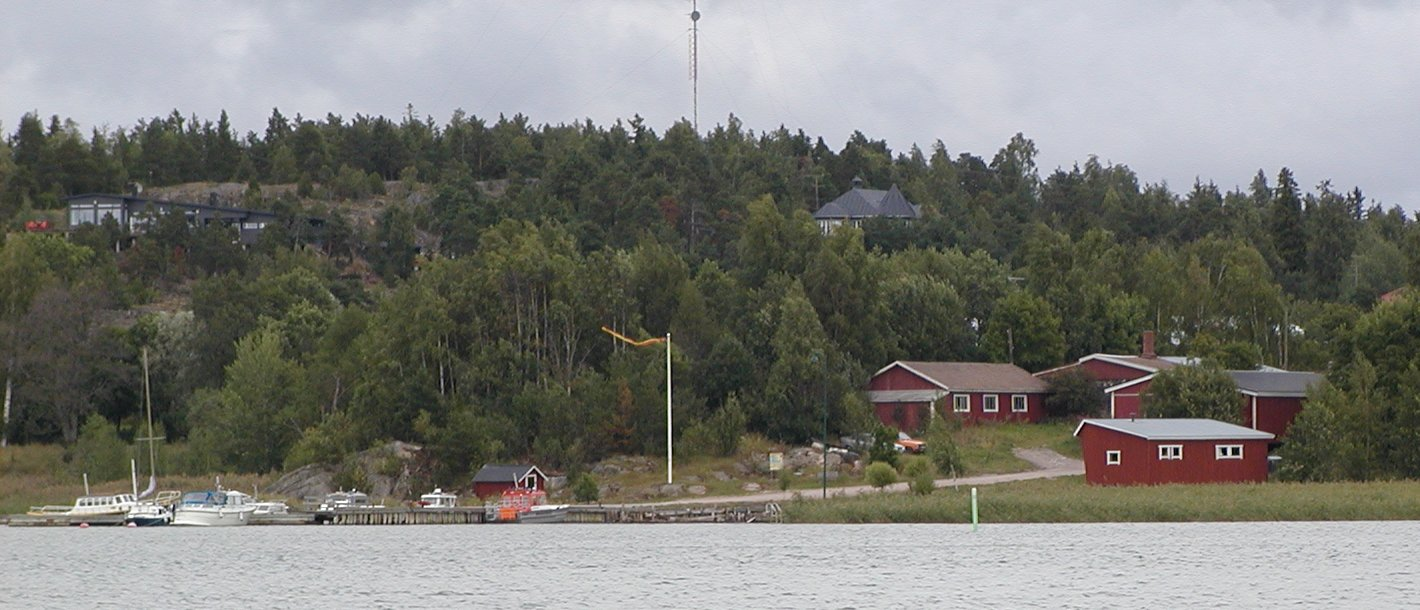
Lammala (och Knallis butiks) brygga

Västanfjärd är en by och före detta kommun i landskapet Egentliga Finland i Västra Finlands län, belägen 80 km sydost om Åbo. Den 1 januari 2009 slogs Västanfjärd ihop med Kimito och Dragsfjärd till en ny Kimitoöns kommun, uppkallad efter ön med samma namn som bland annat Västanfjärd ligger på. Västanfjärd hade vid kommunens upphörande 790 invånare och en landyta på 96,35 km².
Västanfjärd var en tvåspråkig kommun med svenska som majoritetsspråk (88%) och finska som minoritetsspråk (11%) Kommunens namn ändrades 30 december 1972 från Vestanfjärd till Västanfjärd.
Västanfjärds grannkommuner innan kommunsammanslagningen var Dragsfjärd, Kimito, Finby och Ekenäs. Till kommunens tidigare grannkommuner hörde även Hitis och Bromarv. Västanfjärd valdes till årets by i Egentliga Finland år 2019.

## Geografi

### Byar
Billböle, Brännboda, Finsjö, Galtarby, Gräggnäs, Illo, Kobböle, Lammala, Misskärr, Nivelax, Norrlammala, Pörtsnäs, Sirnäs, Söderlammala, Södersundvik, Tappo, Västanfjärd, Västerillo och Östanå.

### Öar
I kommunen fanns öarna Finsjölandet, Mågsholmarna, Synderstön samt viken Galtarbyviken.

## Historia
Nästan 20 gravrösen från bronsåldern har hittats i Västanfjärd, men det finns inga fornhistoriska föremålsfynd. Eftersom det inte finns några tecken på bosättning från järnåldern, antar man att de första invånarna kom från Sverige under medeltiden. Alla Västanfjärds mantalsbyar finns med i jordeboken från 1540.
Under 1600-talet var Västanfjärd en del av Kimito friherreskap, som kung Gustav II Adolf donerade till rikskansler Axel Oxenstierna. Västanfjärd grundades som en kapellförsamling under Kimito församling år 1693. Kapellet fick sin första egna präst år 1779. Västanfjärds kommun upprättades 1872. Beslutet att grunda en självständig Västanfjärds församling fattades år 1904, men det blev inte ett faktum förrän år 1921 när Kimito församling fick en ny kyrkoherde.
Västanviks rusthåll ägdes efter Finska kriget av Carl Johan von Konow, som även förekommer i Fänrik Ståles sägner. Von Konow bodde på Västanvik mellan 1840 och 1846.
Under segelsjöfartens storhetstid i slutet av 1800-talet var Västanfjärd en av Finlands främsta skeppsbyggnads- och sjöfartsbygder. Västanfjärds handelsflotta räknade på 1880-talet drygt tjugo fartyg; av dem var flera byggda i hemsocknen.
Västanfjärds viktigaste näring var från och med 1600-talet kalkbrytning och kalkbränning. På 1880-talet grundade Illos jordägare ett gruvbolag för att utnyttja kalkmedel. Senare byggde man kalkugnar i Bredvik, Brännboda och Norrlammala. Karl Forsström, ägaren till Forby kalkgruva i Finby, köpte Västanfjärds små kalkbolag i början av 1900-talet. Västanfjärds sista kalkgruva låg i Lammala och stängdes år 1952.

## Välkända Västanfjärdbor
- Jan-Erik Enestam, minister och riksdagsledamot
- Kari Lindblom, kommerseråd

## Sevärdheter

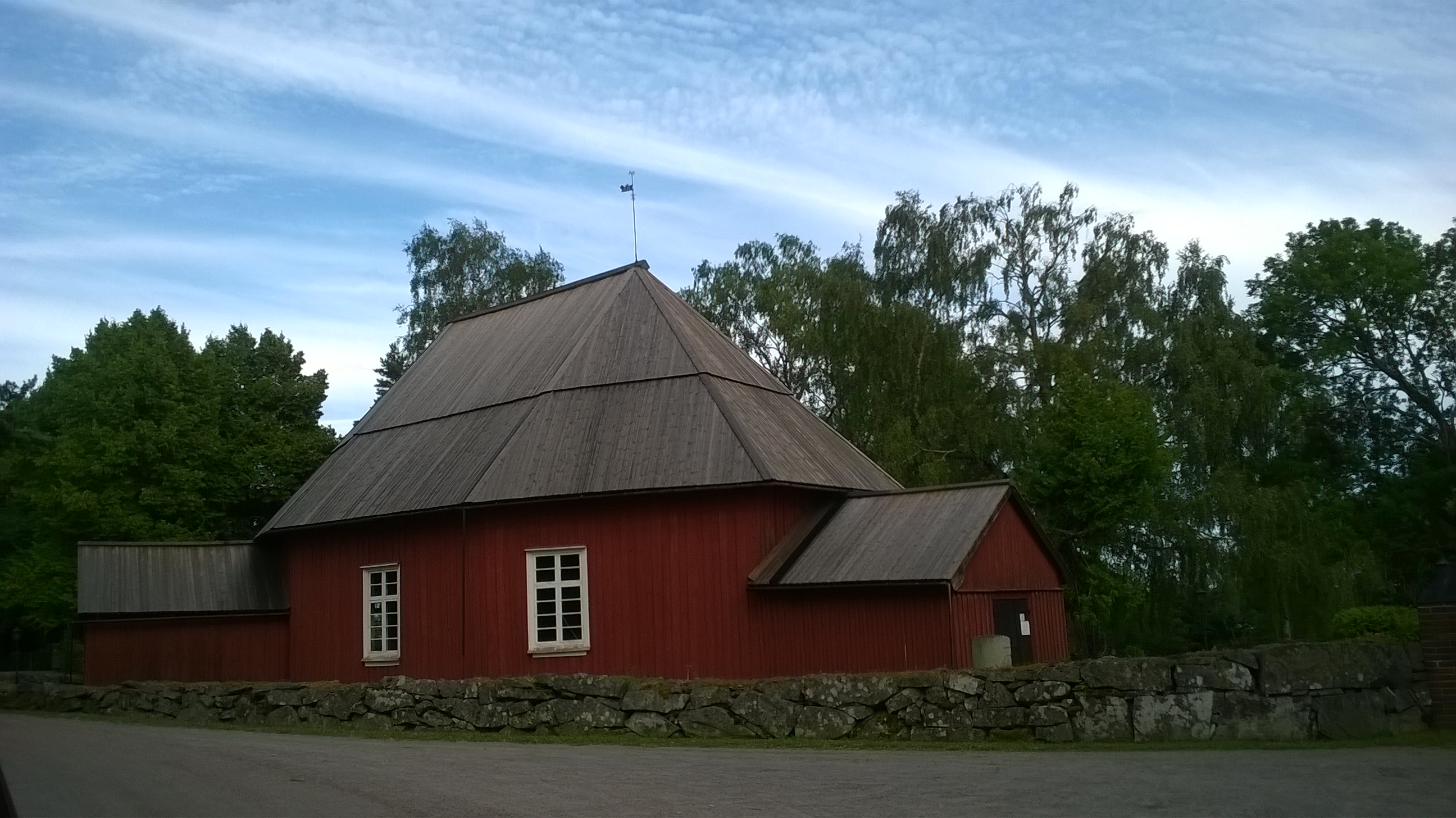
Västanfjärds gamla kyrka.

- Västanfjärds nya kyrka
- Västanfjärds gamla kyrka
- Jakten Eugenia

## Politik

### Mandatfördelning i Västanfjärds kommun, valen 1976–2004
| 6 | 11 |

| 6 | 11 |

| 6 | 11 |

| 6 | 11 |

| 6 | 11 |

| 4 | 13 |

| 5 | 12 |

| 4 | 13 |

| 12 | 5 |